# 高凌漢
高凌漢（1488年—？年），字伯羽，號西園，山东兖州府東平州人，軍匠籍。

## 生平
治《詩經》，行二，由州學生中式正德十四年（1519年）己卯科山東鄉試第十四名舉人，嘉靖二年（1523年）癸未科會試第二百二十九名，第三甲第十九名進士。授紹興府推官，官至南京户部主事。

## 家族
曾祖高昇。祖父高迪。父高瓛。母劉氏。具庆下。兄高凌霄。五子：高岑，字松齋；高崗，字玉庵；高嶸，字小園；高峋；高出，字榮光。